# The Venture Bros.: Radiant Is the Blood of the Baboon Heart
The Venture Bros.: Radiant Is the Blood of the Baboon Heart è un film d'animazione direct-to-video del 2023 scritto e diretto da Jackson Publick e Doc Hammer.
Finale della serie animata The Venture Bros., la trama è incentrata su una caccia all'uomo a livello nazionale per Hank Venture, che porta a un'oscurità in arrivo dal passato che coinvolge la famiglia Venture, il Sindacato e Monarch stesso.
I creatori fungono anche da produttori esecutivi del film e presenta le voci del cast principale James Urbaniak, Patrick Warburton, Michael Sinterniklaas, Publick e Hammer.
Originariamente concepito come una potenziale ottava stagione della serie originale, il film è il secondo della linea di film direct-to-video di Adult Swim dopo Aqua Teen Forever: Plantasm, ed è stato distribuito da Warner Bros. Home Entertainment in digitale il 21 luglio 2023 e Blu-ray il 25 luglio 2023.

## Trama
Una caccia all'uomo a livello nazionale per Hank Venture porta a pericoli e rivelazioni inaspettate, mentre Monarch è letteralmente alla ricerca del sangue del Dott. Venture. Un imponente male del passato riemerge per devastare i Venture, il Sindacato e persino il matrimonio di Monarch, ciò comporta ad un'alleanza tra buoni e e cattivi per riportare l'ordine nel mondo dei Venture.

## Doppiatori e personaggi

### Personaggi principali
- James Urbaniak: Dott. Thaddeus "Rusty" Venture
- Patrick Warburton: Brock Samson
- Michael Sinterniklaas: Dean Venture
- Chris McCulloch: Hank Venture
- Doc Hammer: Dr. Mrs. The Monarc

## Accoglienza
Il film ha ricevuto recensioni molto positive da parte della critica e del pubblico. Sul sito web di recensioni Rotten Tomatoes, il film detiene un punteggio di approvazione del 92% sulla base delle recensioni di 12 critici. Nick Valdez di ComicBook.com ha affermato che il film è stato un "finale emotivo" per la serie, aggiungendo che "è il tipo di finale che ti lascia desiderare di più. Non perché il film in sé mancasse, ma perché ti lascia con una tale calda sensazione che non vuoi che finisca mai. E per coloro che hanno guardato The Venture Bros. per tutto questo tempo, probabilmente colpirà cento volte più forte". Danielle Dowling, scrivendo per The New York Times, ha affermato che "se non dovessimo mai più vedere i Venture, Radiant ci permetterebbe di separarci da loro con una nota alta, ma speriamo che questa fine sia solo l'inizio".